# Euacasta abnormis
Euacasta abnormis is een zeepokkensoort uit de familie van de Archaeobalanidae.